# كوكب كاثوني

رسم تخيلي للكوكب كوروت 7ب (COROT-7b).

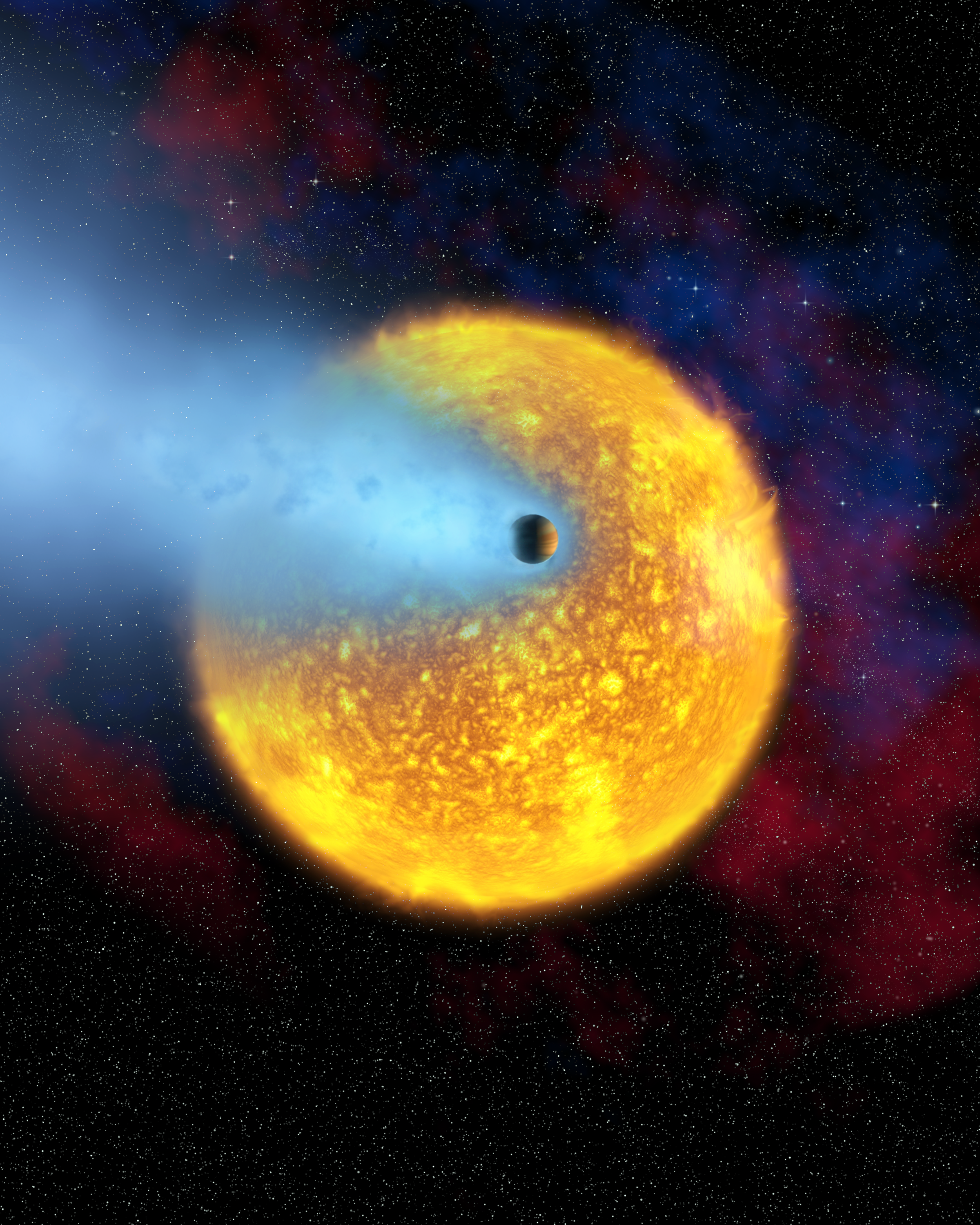
رسم تخيلي للكوكب إتش دي 209458 بي (HD 209458 b).

كوكب كاثوني (/[invalid input: 'icon']ˈkθoʊniən/، أحيانًا ينطق 'كثونيان' على سبيل الخطأ) هو مجموعة من الأجرام السماوية الافتراضية التي تتشكل نتيجة انفصال الغلاف الجوي المكون من الهيدروجين والهيليوم والطبقات الخارجية للعملاق الغازي وتسمى هذه العملية بـالهروب الهيدرودينامي. ويحتمل أن يكون هذا الانفصال الجوي قد جاء نتيجة لقرب العملاق الغازي من نجم. وهناك تشابه بين النواة الصخرية أو الفلزية المتبقية ونواة الكوكب الأرضي من عدة أوجه.
ويعد كوكب إتش دي 209458 بي نموذجًا من الكواكب التي تقع في مرحلة نزع الغلاف الجوي رغم أنه ليس كوكب كاثوني ولا يتوقع له أن يتحول إلى كوكب كاثوني في المستقبل القريب.
يعد كوكب كوروت 7ب هو أول الكواكب الكاثونية المكتشفة، ثم تلاه اكتشاف كيبلر 10 بي.
وكلمة كاثونيا تعني (باليونانية: χθων)‏«من الأرض». وصاغ هذا المسمى هيبرارد وآخرون إذ يشير مصطلح كاثوني إلى الآلهة الإغريقية التي تعيش في الجحيم تحت الأرض.